# INCA
Az INCA (Integrated Nowcasting Comprehensive Analysis) egy nemzetközi időjárás előrejelző projekt, mely egy saját modell fejlesztését is magában foglalja. A kezdeményezés az osztrák meteorológiai szolgálat, a ZAMG nevéhez köthető. A projektben részt vevő szervezetek olyan szoftverek megalkotását tűzték ki célul, melyek segítségével ultrarövidtávú (3-6 órás) meteorológiai prognózisok készíthetőek. A prognózisokban a meglévő adatok asszimilációján felül az éghajlati sajátosságok figyelembevétele is fontos szempont.
A projekt közép-európai megvalósítását összefoglaló INCA-CE csoport része az Országos Meteorológiai Szolgálat is. Az óránként frissülő, 6 órás prognózis hőmérsékleti és szél előrejelzése az interneten is megtekinthető. A csapadék és veszélyes időjárás előrejelzés Magyarországon nem elérhető, ugyanakkor a csapadékelőrejelzést tartalmazó osztrák ZAMG futtatásának egy része a Dunántúl területét is fedi.